# Mimi (film, 1935)
Pour les articles homonymes, voir Mimi.

Mimi est un film britannique réalisé par Paul L. Stein et sorti en 1935. C'est une des nombreuses adaptations de l'œuvre de Henry Murger.
Une version doublée et raccourcie est sortie en Allemagne en mars 1936.

## Synopsis
L'histoire d'un dramaturge en difficulté dans le Paris des années 1850 et de sa compagne dont l'amour lui fournit l'inspiration qu'il recherche depuis longtemps...

## Fiche technique
- Autre titre : Boheme
- Réalisation : Paul L. Stein
- Scénario : Jack Davis Jr., Clifford Grey, Paul Merzbach, Denis Waldock d'après le roman Scènes de la vie de bohème de Henry Murger[2].
- Producteur : Walter C. Mycroft
- Photographie : Jack E. Cox
- Musique : G.H. Clutsam
- Montage : Leslie Norman
- Durée : 94 minutes
- Dates de sortie : 
  - Royaume-Uni : 29 mars 1935
  - Allemagne : mars 1936

## Distribution
- Douglas Fairbanks Jr. : Rodolphe
- Gertrude Lawrence : Mimi
- Diana Napier : Madame Sidonie
- Harold Warrender : Marcel
- Carol Goodner : Musette
- Richard Bird : Colline
- Martin Walker : Schaunard
- Austin Trevor : Lamotte
- Laurence Hanray : Barbemouche
- Paul Graetz : Durand
- Jack Raine : Duke